# Aucklandella utetes
Aucklandella utetes är en stekelart som först beskrevs av Cameron 1898.  Aucklandella utetes ingår i släktet Aucklandella och familjen brokparasitsteklar. Inga underarter finns listade.